# Збруч-Агробізнес
«Збруч-Агробізнес» — український аматорський футбольний клуб з смт Підволочиська Тернопільської области.

## Відомості

### Досягнення
- володар Кубка Тернопільської области: 1967, 1968, 1971 роки.[1]
- Бронзовий призер чемпіонату Тернопільської области—2009

### Відомі люди
- Михайло Мовчан[2]